# Derby (1949)
Derby ist ein im Pferderennsportmilieu spielender deutscher Spielfilm aus dem Jahre 1949 von Roger von Norman mit Hannelore Schroth, Willy Fritsch und Heinz Engelmann in den Hauptrollen.

## Handlung
Der Tierarzt Dr. Benningsen wird wegen eines dringenden Falls auf das Pferdegestüt Gut Lindenhof gerufen. Dort gibt es Probleme mit der Stute Atalante. Benningsen ist überrascht, als er vor Ort Barbara Hessling wiedersieht. Beide kennen sich noch von früher her, und ihr Wiedersehen zeigt deutlich, dass beider letztmaliges Auseinandergehen nicht eben problemlos vonstattengegangen sein kann.
Rückblende. Vier Jahre zuvor hatten sich Dieter Benningsen und Barbara kennen gelernt, als er bei einem ihrer Pferde, Ariadne, von dem sie annahm, dass es an einer Kolik leide, erfolgreich als Geburtshelfer gewirkt hatte. Das junge Fohlen wird von Gutsbesitzer Dahlen Atalante getauft. In diesen Tagen lernen sich Dr. Benningsen und Barbara näher kennen und schätzen. Dahlen, der mit Barbaras Vater befreundet war, schenkt ihr Atalante. Der deutlich ältere Herr scheint durchaus (wohl nicht nur väterliches) Interesse an der jungen Frau zu besitzen. Barbara hat aber bereits Dieter ihr Herz verschenkt, doch dieser muss für ein Jahr nach Hannover ziehen, um dort sein Tiermedizinstudium abzuschließen. Dahlen lädt einige Zeit später Barbara dazu ein, mit Atalante zur Jährlingsschau zu gehen. Auch Dieter Benningsen taucht dort auf. Während die Gäste dem Derby beiwohnen, macht Benningsen Barbara einen Heiratsantrag, den sie annimmt. Wenig später wird Atalante sukzessive zu einem Rennpferd ausgebildet. Meisterjockey Hans Rönning erlaubt Barbara sogar, es einmal selbst im Sulky zu versuchen. Schließlich steht der erste Derby-Start Atalantes bevor. Tatsächlich kann Rönning mit Atalante den Sieg einfahren. Während sich Barbara immer mehr ihrem Pferd und dem Rennsport zu widmen beginnt, ist Benningsen zunehmend genervt davon, dass seine Zukünftige offensichtlich kaum mehr ein anderes Thema kennt. Um sie unter Druck zu setzen, kündigt Benningsen Barbara gegenüber an, sich eine Zeitlang nicht mehr zu sehen.
Währenddessen versucht eine Bekannte Dahlens, Evelyn Nauman, die mit „Hannibal“ das stärkste Konkurrenzpferd besitzt, gegenüber Barbara Intrigen zu säen. Barbara beschließt fortan, Atalante lieber selbst zu trainieren. Schließlich kommt es bei einem Proberennen zum direkten Vergleich zwischen Atalante und Hannibal, das Atalante knapp gewinnt. Zu allem Unglück zieht sich Atalante wenig später eine Sehnenzerrung zu, sodass Rönning sich weigert, das angeschlagene Pferd beim kommenden, großen Derby zu führen. Stattdessen plant er, Hannibal zu lenken. Barbara ist enttäuscht. In dieser Situation bietet sich der abgehalfterte alternde Jockey Konny Schmidt Barbara an, der dadurch hofft, wieder aus seinem Tief herauskommen zu können. Er sagt, dass man Atalante nur richtig handhaben müsste, dann könne er mit ihr auch das morgige Derby gewinnen. Barbara lässt Konny auf den Sulky ihres Pferdes, obwohl Dieter Bennigsen ihr dringend davon abgeraten hatte. Hannibal gewinnt knapp das Rennen, weil Atalante kurz vor dem Zieleinlauf zu lahmen beginnt. Barbara erkennt, dass sie ihr Pferd, das wohl nie mehr ein Rennen laufen kann, überfordert hat. Dahlen bietet ihr an, mit Atalante auf seinem Gestüt zu bleiben. Ende der Rückblende.
Wieder in der Jetztzeit. Benningsen und Barbara haben die Nacht bei Atalante verbracht, die ein Fohlen zur Welt gebracht hat. Dieter und Barbara beschließen, es noch einmal miteinander zu versuchen.

## Produktionsnotizen
Die Dreharbeiten zu Derby fanden im Frühling 1949 im Atelier Hamburg-Wandsbek, im Alten Land und auf der Trabrennbahn Hamburg-Farmsen statt. Die Uraufführung des Films erfolgte am 27. August 1949 in Hamburg, dem Traditionsstandort des Deutschen Derbys, die Berliner Erstaufführung am 14. Oktober 1949.
Die Kostüme stammen aus der Hand von Trebitsch-Ehefrau Erna Sander. Die Filmbauten entwarf Mathias Matthies. Regisseur Norman übernahm auch die Herstellungsleitung. Für ihn war dies der letzte abendfüllende Kinospielfilm, auch wenn ihn das Thema Pferd nie mehr loslassen sollte: Roger von Norman betrieb in Bayern später seine eigene Pferdezucht.
Trabrennsportlegende Hänschen Frömming spielt sich im Film selbst als Jockey Hans Rönning.

## Kritiken
„Das ist eine gutartige Geschichte von einem reizenden jungen Mädchen (Hannelore Schroth), zwei Liebhabern (Willy Fritsch, Heinz Engelmann), einer Nebenbuhlerin (Gerda Maria Terno) und einer Traberstute (‚Altmärkerin‘). Stefanie von Below und der Regisseur Roger von Norman, ein unwahrscheinlich junger Mann Anfang der 40, haben die Geschichte gedrehbucht, ohne großangelegte Komplikationen. Nur manchmal, bei einigen Einschiebseln von zweifelhafter Lustigkeit und begrenzter Originalität, riecht es nach den Mottenkugeln des Herkömmlichen. Aber im allgemeinen donnert die Regie nichts auf. Die Leute in diesem Film sind erstaunlich viel im Freien und benehmen sich natürlich. Die Tiere auch.“

„Die hindernisreiche Liebesgeschichte einer begeisterten jungen Pferdefreundin und eines sympathischen Tierarztes – eng verbunden mit dem Schicksal eines Rennpferdes. Deutscher Nachkriegsfilm aus dem Milieu des Trabersports, ohne große Sensationen, aber mit menschlicher Wärme und reizvollen Dokumentarbildern vom Trabersport.“